# Jerominy
Jerominy (deutsch Jeromin) ist ein kleines Dorf in der polnischen Woiwodschaft Ermland-Masuren. Es gehört zur Gmina Świętajno (Landgemeinde Schwentainen, 1938 bis 1945 Altkirchen (Ostpr.)) im Powiat Szczycieński (Kreis Ortelsburg).

## Geographische Lage
Jerominy liegt in der südlichen Mitte der Woiwodschaft Ermland-Masuren, 14 Kilometer südöstlich der Kreisstadt Szczytno (deutsch Ortelsburg).

## Geschichte
Die Gründung Jeromins erfolgte am 26. Februar 1788. Damals erhielten Michael Jeromin und vier Eigenkätner – bisher auf Scheffelplätzen sesshaft – Ländereien zur „Anlage eines regulären Dorfs“.
1874 wurde die Landgemeinde Jeromin in den neu errichteten Amtsbezirk Wilhelmsthal (polnisch Pużary) im ostpreußischen Kreis Ortelsburg eingegliedert. Die Zahl der Einwohner belief sich 1910 auf 91, 1933 auf 65 und 1939 auf 61.
Aufgrund der Bestimmungen des Versailler Vertrags stimmte die Bevölkerung in den Volksabstimmungen in Ost- und Westpreussen am 11. Juli 1920 über die weitere staatliche Zugehörigkeit zu Ostpreußen (und damit zu Deutschland) oder den Anschluss an Polen ab. In Jeromin stimmten 72 Einwohner für den Verbleib bei Ostpreußen, auf Polen entfielen keine Stimmen.
Mit dem gesamten südlichen Ostpreußen wurde Jeromin 1945 in Kriegsfolge an Polen überstellt und erhielt die polnische Namensform „Jerominy“. Mit dem Sitz eines Schulzenamtes (polnisch Sołectwo) gehört das Dorf heute zum Verbund der Landgemeinde Świętajno (Schwentainen, 1938 bis 1945 Altkirchen (Ostpr.)). Im Jahre 2011 zählte Jerominy 71 Einwohner.

## Kirche
Bis 1945 war Jeromin in die evangelische Kirche Gawrzialken (1928 bis 1945 Wilhelmsthal, polnisch Gawrzyjałki) in der Kirchenprovinz Ostpreußen der Kirche der Altpreußischen Union sowie in die römisch-katholische Kirche Liebenberg (polnisch Klon) im Bistum Ermland eingepfarrt. Heute gehört Jerominy zur katholischen St.-Adalbert-Kirche Gawrzyałki im Erzbistum Ermland sowie zur evangelischen Pfarrei Szczytno (Ortelsburg) in der Diözese Masuren der Evangelisch-Augsburgischen Kirche in Polen.

## Verkehr
Jerominy liegt an einer Nebenstraße, die von Świętajno und der Landesstraße 53 in den Ort führt. Außerdem gibt es Verbindungen zu den Nachbarorten Konrady (Konraden) und Biały Grunt (Bialygrund, 1934 bis 1945 Weißengrund) sowie Gawrzyjałki (Gawrzialken, 1928 bis 1945 Wilhelmsthal). Eine Anbindung an den Bahnverkehr besteht nicht.